# Aurora Galli
Aurora Galli (* 13. Dezember 1996 in Tromello) ist eine italienische Fußballspielerin. Sie steht derzeit beim FC Everton unter Vertrag und spielte 2015 erstmals für die italienische Nationalmannschaft.

## Karriere

### Vereine
Aurora Galli begann ihre Karriere 2011 bei ASD Inter Mailand. Von 2013 bis 2015 spielte sie dann für ASD Sassari Torres, ehe sie je eine Saison für die ASD Mozzanica und die ASD CF Bardolino spielte. 2017 wechselte sie zu Juventus Turin. Am 28. Juli 2021 wurde Galli vom FC Everton verpflichtet, womit sie die erste italienische Spielerin wurde, die in der FA Women’s Super League spielt. Am 2. März 2022 erzielte sie im Spiel gegen Aston Villa dann ihr erstes Tor für Everton.

### Nationalmannschaft
Galli spielte zunächst für die italienische U-17-Mannschaft und U-19-Mannschaft. Am 6. Dezember 2015 spielte sie erstmals für die italienische Nationalmannschaft. Sie spielte für Italien bei der Fußball-Europameisterschaft der Frauen 2017. Außerdem spielte sie beim Zypern-Cup 2019 für die Nationalmannschaft und erzielte ein Tor. Bei der Fußball-Weltmeisterschaft der Frauen 2019 kam sie in allen drei Gruppenspielen, im Achtelfinale und im Viertelfinale zum Einsatz und erzielte insgesamt drei Tore. Für die Nationalmannschaft spielte sie auch beim Algarve-Cup 2022 und bei der Fußball-Europameisterschaft der Frauen 2022, bei der sie in einem Spiel zum Einsatz kam.

## Privates
Galli lebt in einer gleichgeschlechtlichen Beziehung mit der schwedischen Fußballspielerin Nathalie Björn.

## Erfolge
ASD Sassari Torres
- Supercoppa Italiana: 2013

Juventus Turin
- Italienische Meisterschaft: 2017/18, 2018/19, 2019/20, 2020/21
- Italienischer Pokal: 2018/19
- Italienischer Supercup: 2019, 2020/21

Auszeichnungen
- Team des Jahres der Serie A: 2019, 2020